# Rocky Top (Lied)
Rocky Top ist ein amerikanischer Bluegrass-Song, der 1967 von Felice und Boudleaux Bryant geschrieben und im selben Jahr von den Osborne Brothers aufgenommen wurde. Das Lied ist eines der zehn offiziellen Staatslieder von Tennessee.

## Hintergrund
Rocky Top wurde 1967 vom Songwriter-Ehepaar Boudleaux (1920–1987) und Felice Bryant (1925–2003) geschrieben. Die Bryants waren von dem Musiker und Produzenten Chet Atkins mit der Komposition einiger langsamer Lieder für das geplante Album The Golden Years für Archie Campell beauftragt worden. Hierfür zogen die Autoren im August 1967 in das Motel The Gatlinburg Inn in Gatlinburg, Tennessee. Um etwas Abwechslung von den langsamen Titeln zu bekommen, komponierte das Ehepaar Rocky Top zwischendurch in etwa 10 Minuten.
Die Osborne Brothers waren auf der Suche nach einem vierten und letzten Titel für eine Aufnahmesession bei Owen Bradley. Bryant, Sonny Osbornes Freund und Nachbar bot der Band Rocky Top an. Obwohl die Osbornes eigentlich eine Ballade suchten, nahmen sie den Titel auf und veröffentlichten ihn zunächst als B-Seite von My Favorite Memory.
Die Osborne Brothers erreichten Platz 33 der US-Country-Charts. Die Sängerin Lynn Andersons konnte mit ihrer Neuaufnahme 1970 sogar Platz 17 erreichen.
Am 21. Oktober 1972 spielte die Band der University of Tennessee den Song im Neyland Stadium beim Football-Spiel der Tennessee Volunteers gegen die Alabama Crimson Tide vor über 72.000 Besuchern um ihr Team anzufeuern. Obwohl der offizielle „Fight-Song“ der Universität Down the Field ist, wird Rocky Top zur Motivation noch heute bei jedem Footballspiel gespielt.
Das Lied wurde 1982 offiziell als fünftes Lied des Staates Tennessee angenommen.
Die Bryants gaben in dem Lied keinen exakte Lage des imaginären Orts Rocky Top an. Es wird angenommen, dass sich das Songwriter-Duo von der Gegend um das Gatlinburg-Motel, wie den Thunderhead Moutain in den Great Smoky Mountains inspirieren ließ.

## Nachwirkungen
Um für Touristen attraktiver zu werden, benannte sich die ehemalige Bergbaustadt Lake City 2014 in Rocky Top um.

## Text
In der ersten Strophe des Liedes sehnt sich der Sänger nach einem Ort namens Rocky Top, wo es weder Abgase noch Telefonrechnungen gibt und erinnert sich an eine vergangene Liebesaffäre. Die zweite Strophe des Liedes berichtet über zwei Steuerfahnder, die in Rocky Top auf der Suche nach einer Schnapsbrennerei nicht zurückkehrten. In der dritten und letzten Strophe sehnt sich der Sänger nach dem einfachen Leben und vergleicht das Leben in der Stadt mit dem Leben einer Ente im Pferch.

## Coverversionen
Das Lied wurde häufig gecovert. Karel Gott sang 1972 eine Version mit tschechischem Text als Chlap jak má být, Gunter Gabriel spielte 1980 eine deutsche Version ein. Die Plattform cover.info verzeichnete im Dezember 2023 insgesamt 46 Versionen des Liedes, auf secondhandsongs.com waren 106 Versionen verzeichnet.

## Charts und Chartplatzierungen
| ChartsChartplatzierungen               | Höchstplatzierung | Wochen |
| -------------------------------------- | ----------------- | ------ |
| Vereinigte Staaten (Billboard Country) | 33 (10 Wo.)       | 10     |

| ChartsChartplatzierungen               | Höchstplatzierung | Wochen |
| -------------------------------------- | ----------------- | ------ |
| Vereinigte Staaten (Billboard Country) | 17 (10 Wo.)       | 10     |
| Kanada (MC)                            | 33 (… Wo.)        | …      |